# Pasiphaea corteziana
Pasiphaea corteziana är en kräftdjursart som beskrevs av M. J. Rathbun 1902. Pasiphaea corteziana ingår i släktet Pasiphaea och familjen Pasiphaeidae. Inga underarter finns listade i Catalogue of Life.